# Hàng không năm 2022
Nhiều sự kiện liên quan đến hàng không đã diễn ra trong năm 2022. Ngành hàng không đang phục hồi sau đại dịch COVID-19.

## Sự kiện

### Tháng 1
1 tháng 1
Tập đoàn Airbus tạo ra Airbus Atlantic, số hai thế giới về cấu trúc hàng không, kết hợp các nguồn lực của Stelia Aerospace và hai cơ sở của Airbus.
Thủ tướng Đan Mạch công bố mục tiêu loại bỏ việc sử dụng nhiên liệu hóa thạch cho các chuyến bay nội địa của nước này vào năm 2030.
5 tháng 1
Allegiant Air đặt hàng tối đa 100 máy bay Boeing 737 MAX, bao gồm 50 tùy chọn: trong số 50 chiếc 737 MAX 7 và 50 chiếc 737 MAX 200.
Những người biểu tình chiếm giữ Sân bay Quốc tế Almaty trong thời gian bất ổn ở Kazakhstan năm 2022, khiến các chuyến bay bị đình trệ, và Tổng thống Kazakhstan Kassym-Jomart Tokayev kêu gọi lực lượng an ninh Nga chiếm lại cơ sở này.
6 tháng 1
Không quân Hoàng gia Na Uy rút phi đội máy bay chiến đấu F-16 khỏi biên chế hoạt động. Nó trở thành lực lượng không quân đầu tiên chỉ có F-35A làm máy bay chiến đấu.
7 tháng 1
TASS báo cáo rằng quân đội của Tổ chức Hiệp ước An ninh Tập thể đã chiếm Sân bay Quốc tế Almaty và lập lại trật tự.
8 tháng 1
Một chiếc Tu-204 chở hàng Aviastar-TU bị hỏa hoạn tại sân bay Hàng Châu, Trung Quốc, sau khi đến từ sân bay Novosibirsk ở Novosibirsk, Nga. Hai người ngồi trên xe, phi công và phụ lái, không hề hấn gì.
14 tháng 1
Boom Supersonic bắt đầu tiến hành chạy động cơ bằng máy bay trình diễn siêu thanh Boom XB-1.
20 tháng 1
Phi công người Anh gốc Bỉ Zara Rutherford trở thành người phụ nữ trẻ nhất bay một mình vòng quanh thế giới ở tuổi 19 sau chuyến hành trình kéo dài 5 tháng bắt đầu tại Kortrijk, Bỉ vào ngày 18 tháng 8 năm 2021.
21 tháng 1
Enstrom Helicopter Corporation ngừng hoạt động sau gần 62 năm hoạt động.
Airbus Helicopters cung cấp chiếc trực thăng Eurocopter Dauphin cuối cùng, hơn 1.100 chiếc trong số đó đã được sản xuất kể từ năm 1972.
27 tháng 1
Một chiếc C295 được trang bị cánh bán biến hình của Airbus đã hoàn thành chuyến bay đầu tiên tại Seville, Tây Ban Nha. Với các vật liệu và công nghệ mới khác, Airbus đặt mục tiêu giảm tới 43% lượng khí thải {\displaystyle {\ce {CO2}}} và tới 70% NOx trong cấu hình đa nhiệm vụ trong khu vực.
31 tháng 1
Boeing ra mắt 777-8 Freighter, với đơn đặt hàng từ Qatar Airways cho 34 máy bay, việc giao hàng dự kiến bắt đầu vào năm 2027.

### Tháng 2

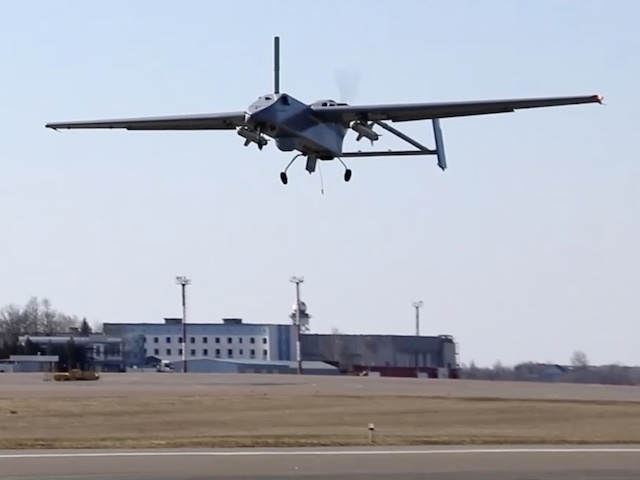
Một chiếc UAV cất cánh từ sân bay Gomel (Belarus) trong cuộc xâm lược Ukraine năm 2022 của Nga.

7 tháng 2
Frontier Airlines thông báo kế hoạch sáp nhập với Spirit Airlines, trong một thỏa thuận trị giá 2,9 tỷ USD dự kiến sẽ kết thúc vào nửa cuối năm 2022.
16 tháng 2
Tại Singapore Airshow 2022 , Airbus nhận được hai đơn đặt hàng cho chuyên cơ vận tải A350 sắp tới: một đơn đặt hàng từ Singapore Airlines, cho 7 máy bay sẽ được giao từ năm 2025 trở đi, và Etihad Airways, đơn vị đã ký một bức thư ý định cho 7 máy bay.
22 tháng 2
Airbus công bố trình diễn động cơ phản lực cánh quạt chạy bằng nhiên liệu hydro lỏng, với CFM International sửa đổi GE Passport, cho chuyến bay đầu tiên dự kiến trong vòng 5 năm, được gắn trên nguyên mẫu Airbus A380.
24 tháng 2
Không phận Ukraine bị đóng cửa, chỉ vài giờ trước khi Nga bắt đầu cuộc xâm lược Ukraine và các chuyến bay đến Ukraine được chuyển hướng sang các sân bay khác.
25 tháng 2
Các biện pháp trừng phạt của EU đối với Nga bao gồm lệnh cấm bán máy bay và phụ tùng thay thế. Các biện pháp trừng phạt cũng yêu cầu bên cho thuê chấm dứt hợp đồng thuê máy bay với các hãng hàng không Nga.
27 tháng 2
Tất cả các quốc gia thành viên EU, cũng như Anh và Canada, đóng cửa không phận đối với tất cả các máy bay Nga, bao gồm cả máy bay thương mại và máy bay tư nhân. Nga ban hành lệnh cấm có đi có lại, buộc nhiều hãng hàng không phải định tuyến lại hoặc hủy bỏ các chuyến bay đến các điểm đến ở châu Á.
Trong trận chiến ở sân bay Antonov, chiếc máy bay chở hàng lớn nhất thế giới Antonov An-225 Mriya đã bị phá hủy bởi bom và lửa. Ukraine khẳng định ý định chế tạo lại máy bay.

### Tháng 3

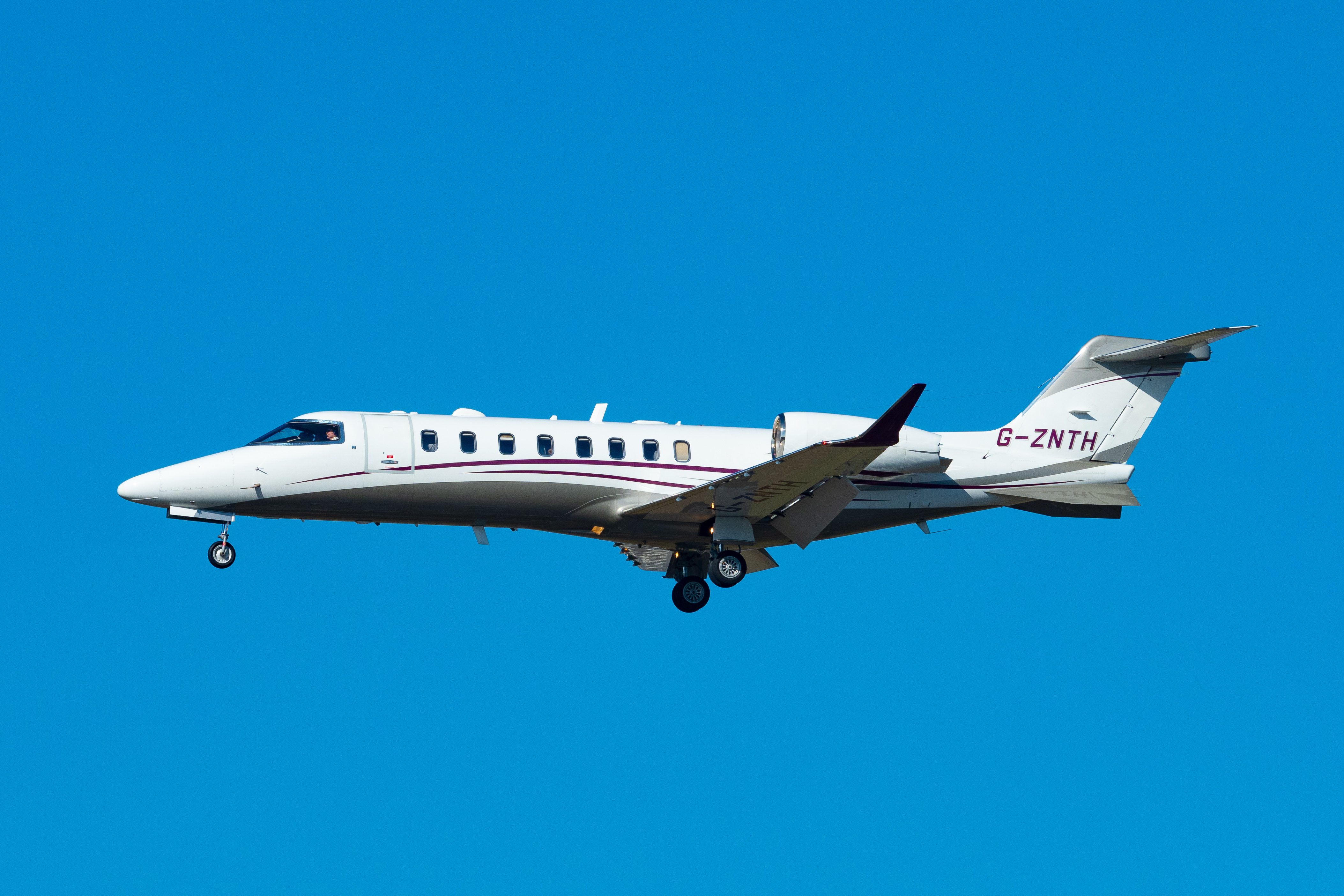
Vào ngày 28 tháng 3, chiếc Learjet cuối cùng, chiếc 75 được chuyển giao sau 60 năm sản xuất và hơn 3.000 lần giao hàng.

1 tháng 3
Hoa Kỳ đóng cửa không phận của mình đối với tất cả các máy bay Nga.
2 tháng 3
Airbus và Boeing đều đình chỉ hỗ trợ bảo trì cho các hãng hàng không Nga.
7 tháng 3
Embraer thông báo ý định tham gia thị trường hàng hóa của họ, bằng cách cung cấp các chuyển đổi chuyên chở hàng hóa của E-190 và E-195, sẽ đi vào hoạt động vào năm 2024.
8 tháng 3
Aeroflot tạm dừng tất cả các chuyến bay còn lại đến các điểm đến quốc tế (ngoại trừ Minsk, Belarus) do các hạn chế về không phận và để đối phó với "nguy cơ" máy bay bị người cho thuê thu hồi.
9 tháng 3
Để tránh không phận Nga, Finnair thông qua các tuyến đường từ Bắc Cực đến châu Á, đây là lần đầu tiên một tuyến đường vùng cực được sử dụng trong gần 30 năm.
14 tháng 3
Cessna 408 SkyCourier nhận được chứng nhận loại FAA sau 2.100 giờ bay thử nghiệm.
Tổng thống Nga Vladimir Putin ký sắc lệnh cho phép các hãng hàng không Nga đăng ký máy bay mang tên riêng của họ thuê từ các công ty nước ngoài, chủ yếu là các hãng phương Tây. Việc quốc hữu hóa này liên quan đến khoảng 500 máy bay có giá trị trên 10 tỷ USD.
17 tháng 3
Tập đoàn Textron của Mỹ, công ty mẹ của Beechcraft, Bell Textron và Cessna, thông báo mua lại nhà sản xuất máy bay hạng nhẹ Pipistrel của Slovenia, nhà sản xuất Velis Electro, máy bay điện đầu tiên được chứng nhận EASA, thông qua giao dịch sẽ đóng cửa vào quý 2 năm 2022.
21 tháng 3
Chuyến bay 5735 của China Eastern Airlines, một chiếc Boeing 737-800 đã rơi ở vùng núi Quảng Tây gần Quảng Châu, khiến toàn bộ 132 người trên máy bay thiệt mạng.
28 tháng 3
Vì Bombardier tập trung vào các máy bay phản lực kinh doanh Challenger và Global lớn hơn của mình, chiếc Learjet cuối cùng, chiếc 75, được chuyển giao sau 60 năm sản xuất và hơn 3.000 lần giao hàng, trong khi hơn 2.000 chiếc vẫn còn hoạt động.

### Tháng 4
7 tháng 4
Chuyến bay 7216 của DHL Aero Expreso, một chuyên cơ chở hàng Boeing 757-200, hạ cánh sau vài vòng lượn trên đường băng tại Sân bay Quốc tế Juan Santamaria, khiến máy bay bị gãy làm đôi. Tuy nhiên, các thuyền viên thoát nạn và chỉ bị thương nhẹ.
13 tháng 4
Hãng hàng không khu vực mới của Anh Flybe thực hiện chuyến bay đầu tiên từ Birmingham đến Belfast.
19 tháng 4
Chính phủ Hoa Kỳ thông báo rằng quy định về đeo khẩu trang sẽ không cần thực hiện trên các chuyến bay nội địa, nhưng vẫn sẽ được thực hiện trên một số chuyến bay quốc tế.
28 tháng 4
Do cắt giảm ngân sách, NASA thông báo rằng dự án đài quan sát trên không SOFIA sẽ kết thúc vào tháng 10 năm 2022 và chiếc máy bay đang được sử dụng là SOFIA, một trong những chiếc Boeing 747SP cuối cùng được đưa vào hoạt động, sẽ được hạ cánh.

### Tháng 5
2 tháng 5
Qantas đặt hàng chính thức 12 máy bay Airbus A350-1000 cho các chuyến bay thẳng Project Sunrise, bắt đầu vào năm 2025.
5 tháng 5
Boeing thông báo trụ sở chính của hãng sẽ được chuyển từ Chicago đến Arlington, Virginia trong khu vực thủ đô Washington, DC.
12 tháng 5
Chuyến bay 9833 của hãng hàng không Tây Tạng, một chiếc Airbus A319 bị rơi khi đang cất cánh tại sân bay quốc tế Giang Bắc Trùng Khánh và bốc cháy. Tuy nhiên, tất cả những người trên máy bay đều sống sót, nhưng máy bay bị cuốn trôi.
13 tháng 5
Emirates có kế hoạch bắt đầu chấp nhận Bitcoin như một hình thức thanh toán, trở thành hãng hàng không đầu tiên chấp nhận thanh toán bằng tiền điện tử.
16 tháng 5
Hãng hàng không Antonov chuyển căn cứ của mình từ Sân bay Gostomel ở Kyiv, Ukraine sang Sân bay Leipzig-Halle ở Leipzig, Đức, sau khi căn cứ của hãng hàng không chở hàng tại Gostomel bị phá hủy.
22 tháng 5
Hai máy bay chiến đấu Rafale của Không quân Pháp tham gia vào một vụ va chạm giữa không trung trong một chương trình phát sóng tại Cognac, Pháp. Hai máy bay đã có thể hạ cánh an toàn; một phần vây đã được vớt trên mặt đất nhưng không có thương tích nào được báo cáo.
29 tháng 5
Một chiếc Tara Air DHC-6 Twin Otter hoạt động như Chuyến bay 197 của Tara Air từ Sân bay Pokhara đến Sân bay Jomsom đã bị rơi ở quận Mustang của Nepal; tất cả 22 người đều thiệt mạng.

### Tháng 6
1 tháng 6
Kulula.com tạm dừng tất cả các chuyến bay và bắt đầu hoạt động kinh doanh trước khi được đưa vào thanh lý vào ngày 9 tháng 6.
7 tháng 6
Để đối phó với áp lực từ các lệnh trừng phạt quốc tế, Aeroflot thông báo phát hành cổ phần khẩn cấp trị giá 3 tỷ USD và có kế hoạch đặt hàng 300 máy bay do Nga chế tạo, chủ yếu là Irkut MC-21 và Sukhoi Superjet 100, cũng như một số lượng nhỏ hơn Tupolev Tu-214.
15 tháng 6
Airbus A321XLR thực hiện chuyến bay đầu tiên; dự kiến đưa vào phục vụ vào năm 2024.
21 tháng 6
Chuyến bay RED Air 203, chiếc McDonnell Douglas MD-82, hạ cánh xuống Sân bay Quốc tế Miami và bốc cháy. Tất cả những người trên tàu đều sống sót, nhưng ba người ngồi trên tàu phải nhập viện với vết thương nhẹ.
28 tháng 6
Chuyến bay đầu tiên của Gulfstream G800.

### Tháng 7
5 tháng 7
Scandinavian Airlines nộp đơn xin bảo hộ phá sản theo Chương 11 tại Hoa Kỳ sau khi phi công đình công và để đẩy nhanh quá trình chuyển đổi của hãng hàng không bằng cách thực hiện các yếu tố chính của kế hoạch SAS Forward.
16 tháng 7
Một chiếc Antonov An-12BK, được vận hành với tên gọi Chuyến bay 3032 của Hãng hàng không Meridian, bị rơi gần Kavala, Hy Lạp khi đang cố gắng hạ cánh khẩn cấp tại Sân bay Quốc tế Kavala.
18 tháng 7
Một chiếc Fokker 50 trên chuyến bay của Jubba Airways từ Baidoa gặp nạn khi hạ cánh xuống Sân bay Quốc tế Aden Adde, Mogadishu và lật nhào. Tất cả 33 người sống sót.
18–22 tháng 7
Farnborough Airshow tiếp tục sau khi ấn bản năm 2020 bị hủy bỏ do đại dịch COVID-19.
19 tháng 7
Máy bay chiến đấu phản lực Hàn Quốc KAI KF-21 Boramae thực hiện chuyến bay đầu tiên từ cơ sở của Công ty Hàng không Vũ trụ Hàn Quốc tại Sacheon, Hàn Quốc.
28 tháng 7
JetBlue thông báo kế hoạch mua lại Spirit Airlines với giá 3,8 tỷ USD.

### Tháng 8
16 tháng 8
American Airlines đặt hàng 20 chiếc máy bay siêu thanh Boom Overture, trở thành đơn hàng lớn thứ hai cho Overture.

### Tháng 9
8 tháng 9
Airbus thu hồi tất cả các đơn đặt hàng còn lại của Qatar Airways đối với Airbus A350, tăng cổ phần trong một cuộc tranh chấp hợp đồng và an toàn của hãng hàng không vùng Vịnh.
27 tháng 9
Eviation Aircraft thực hiện chiến bay đầu tiên của hãng Eviation Alice trước khi được đưa vào hoạt động năm 2023.
Virgin Atlantic thông báo sẽ gia nhập liên minh SkyTeam vào năm 2023.
29 tháng 9
NASA thực hiện chuyến bay cuối cùng của đài quan sát trên không SOFIA và chiếc máy bay hoạt động với tên gọi SOFIA, Boeing 747SP, đã nghỉ hưu sau 15 năm phục vụ.

### Tháng 10
27 tháng 10
Một máy bay chữa cháy Canadianair CL-415 của hãng Protezione Civile (Ý) bị rơi trên núi Etna, Sicily, trong quá trình dập lửa. Hai phi công trên máy bay thiệt mạng sau cú va chạm của thân tàu trên sườn núi Monte Calcinera.

### Tháng 11
6 tháng 11
Một chiếc ATR 42-500 của Precision Air, hoạt động với tên gọi Precision Air Flight 494, đâm xuống hồ Victoria khi hạ cánh xuống Sân bay Bukoba từ Sân bay Dar Es Salaam. Chuyến bay chở 39 hành khách và 4 thành viên phi hành đoàn, trong khi 26 hành khách được cứu ban đầu, vụ tai nạn khiến ít nhất 19 người thiệt mạng.